# Emmeline Pethick-Lawrence
Emmeline Pethick-Lawrence, Baroness Pethick-Lawrence, född Pethick 21 oktober 1867 i Clifton, Bristol, död 11 mars 1954 i Gomshall, Surrey, var en brittisk rösträttskvinna och pacifist.
Pethick-Lawrence var, efter Emmeline och Christabel Pankhurst, den mest inflytelserika ledaren inom Women's Social and Political Union (WSPU), i vilken organisation hon blev skattmästare 1906. Hon blev ofta arresterad och fängslad för sina aktiviteter. Tillsammans med maken (sedan 1901) Frederick Pethick-Lawrence redigerade hon från 1907 tidningen Votes for Women. År 1912 uteslöts makarna Pethick-Lawrence från WSPU och de anslöt sig därefter till United Suffragists. Hon blev 1918 ordförande i Women's Freedom League. Hon var i hög grad verksam även inom fredsrörelsen; hon reste till USA som representant för Women's International League for Peace 1912 och deltog i kvinnokongressen för fred i Haag 1915.